# Flugplatz Stadskanaal

i8
i11
i13
Der  Flugplatz Stadskanaal (niederländisch Vliegveld Stadskanaal, ICAO-Code: EHST) ist ein öffentlicher Flughafen, 4 km östlich von Stadskanaal, in der Provinz Groningen in den Niederlanden.

## Flughafendaten
Der Flugplatz verfügt über eine Graspiste mit 500 m Länge und 30 m Breite. Er befindet sich auf 4 m Seehöhe. Er ist ausschließlich für Ultraleichtflugzeuge vorgesehen.

## Geschichte
Der Flughafen wurde erstmals am 14. Juli 1961 mit NV Philipsʼ Gloeilampenfabrieken als Betreiber ausgewiesen und konnte nur für Geschäftsflüge dieser Gesellschaft mit ihren Flugzeugen genutzt werden. Damals wurde es nach der damaligen Gemeinde Flugplatz Onstwedde benannt. Aufgrund des Rückgangs der Geschäftsaktivitäten von Philips wollte man den Betrieb des Flughafens einstellen. Die Gemeinde Stadskanaal war davon überzeugt, dass der Flughafen für die Entwicklung Ost-Groningens wichtig sein würde, und übernahm seinen Betrieb am 3. Juni 1977. Der Flughafen durfte von Sprühflugzeugen und anderem Geschäftsflugverkehr genutzt werden.
Am 14. Juli 1982 wurde der Flughafen für den gesamten Verkehr mit Ausnahme von Agrarflugzeugen und zunächst versuchsweise für Ultraleichtflugzeuge gesperrt. Danach wurde die Ausweisung am 27. Januar 1986 weiter auf Ultraleichtflugzeuge beschränkt.
Am 26. Oktober 1993 wurde der Flughafen privatisiert und ging in den Besitz der Stiftung Stadskanaal Airport über.